# Kosewo (Pomiechówek)
Pour les articles homonymes, voir Kosewo.
Kosewo (prononciation : [kɔˈsɛvɔ]) est un village polonais de la gmina de Pomiechówek dans le powiat de Nowy Dwór Mazowiecki de la voïvodie de Mazovie dans le centre-est de la Pologne.
Il se situe à environ 4 kilomètres au nord de Nowy Dwór Mazowiecki (siège du powiat) et à 36 kilomètres au nord-ouest de Varsovie (capitale de la Pologne).
Le village compte approximativement une population de 184 habitants en 2009.

## Histoire
De 1975 à 1998, le village appartenait administrativement à la voïvodie de Varsovie.